# Konono Nº1
Konono Nº1 — музыкальная группа из Киншасы. Они известны своей DIY-эстетикой, сочетающей электрифицированный лайкембе (традиционный инструмент, похожий на калимбу) с вокалом, танцорами и ударными инструментами, которые сделаны из предметов, спасенных на свалке. Усилительное оборудование группы также рудиментарно, включая вырезанный из дерева микрофон, оснащенный магнитом от автомобильного генератора переменного тока, и гигантский усилитель в форме рупора. Жанр музыки группы характеризуется как трудноклассифицируемый; сами участники группы классифицируют свою музыку под ярлыками «традиционный модерн» и «конготроника».
Konono Nº1 добились международного признания в 2004 году, когда выпустили альбом Congotronics на лейбле Crammed Discs. Привлекая поклонников рока и электронной музыки, они выступили на фестивале Eurockéennes во Франции в следующем году. В 2006 году группа выиграла награду BBC Radio 3 Awards for World Music в категории «Новичок». Альбом Live At Couleur Café был номинирован на премию Грэмми в 2008 году.
Они сотрудничали с Бьорк для песни из ее альбома Volta 2007 года и с Херби Хэнкоком для песни из его альбома The Imagine Project 2010 года. Konono Nº1 выпустили альбом Assume Crash Position в 2010 году, за которым последовал Konono Nº1 Meets Batida (2016), совместная работа Konono Nº1 и музыканта Батиды, также известного как Педро Кокенан.

## Дискография
Альбомы
- Lubuaku (Terp, 2004)
- Congotronics (Crammed Discs, 2004)
- Live at Couleur Café, (Crammed Discs, 2007)
- Assume Crash Position, (Crammed Discs, 2010)
- Konono Nº1 Meets Batida, (Crammed Discs, 2016)
- Where's The One — Congotronics International — супергруппа, состоящая из Konono N°1, Kasai Allstars, Juana Molina, Deerhoof, Skeletons, Wildbirds & Peacedrums и Vincent Kenis, (Crammed Discs, 2022)

Сборники
- Zaire: Musiques Urbaines a Kinshasa (Ocora 559007, recorded 1978, released 1987)
- Congotronics 2 (Crammed Discs, contains one track by Konono Nº1)
- The Congotronics Vinyl Box Set (Crammed Discs, 2010; limited-edition box set containing Konono Nº1's Congotronics and Assume Crash Position, also Congotronics 2, albums by Kasai Allstars and Staff Benda Bilili and a collaboration between Kasai Allstars and Akron/Family)
- Kinshasa 1978, (Crammed Discs, 2019); Includes an original track recorded in 1978, and a remix made in 2019 by Martin Meissonnier, alongside tracks by three other Kinshasa bands)

Трибьют
- Tradi-Mods vs Rockers: Alternative Takes on Congotronics (Crammed Discs, 2010; double CD containing cover versions, reworks and tributes to the music of Konono N°1 and Kasai Allstars by 26 alternative rock and electronic artists)